# Rugby-Union-Nationalmannschaft von Guam
Die Rugby-Union-Nationalmannschaft von Guam repräsentiert den Inselstaat Guam in der Sportart Rugby Union. Das Team wird von World Rugby als Nationalmannschaft der dritten Kategorie eingestuft.

## Geschichte
Zur Qualifikation für die Rugby-Union-Weltmeisterschaft 2007 stellte Guam erstmals ein Nationalteam auf. Im ersten Länderspiel gegen Indien gelang mit einem 8:8-Unentschieden gleich ein respektabler Auftakt. In weiteren Spielen gegen Kasachstan und Malaysia verlor das Team aber und schied mit nur einem Punkt frühzeitig aus.
Im darauffolgenden Jahr stellte der Inselstaat abermals eine Mannschaft zusammen für die Testspiele gegen die Philippinen und Pakistan. In beiden Spielen unterlag Guam knapp. 2008 nahm Guam erstmals am Asian Five Nations, der Asienmeisterschaft, teil. Das IRB stufte die Mannschaft in eine der regionalen Divisionen ein, die nicht zur Qualifikation zur Weltmeisterschaft 2011 zugelassen wurden. In jenem Turnier gelang es, gegen Brunei mit 74:0 den höchsten Sieg der Geschichte des Rugbysports in Guam zu feiern.

## Teilnahmen an Weltmeisterschaften
- 1987 nicht teilgenommen
- 1991 nicht teilgenommen
- 1995 nicht teilgenommen
- 1999 nicht teilgenommen
- 2003 nicht teilgenommen
- 2007 1. Qualifikationsrunde
- 2011 nicht teilgenommen